# Hydrovatus vulneratus
Hydrovatus vulneratus är en skalbaggsart som beskrevs av Olof Biström 1997. Hydrovatus vulneratus ingår i släktet Hydrovatus och familjen dykare. Inga underarter finns listade i Catalogue of Life.